# Rathaus Eschenau (Knetzgau)

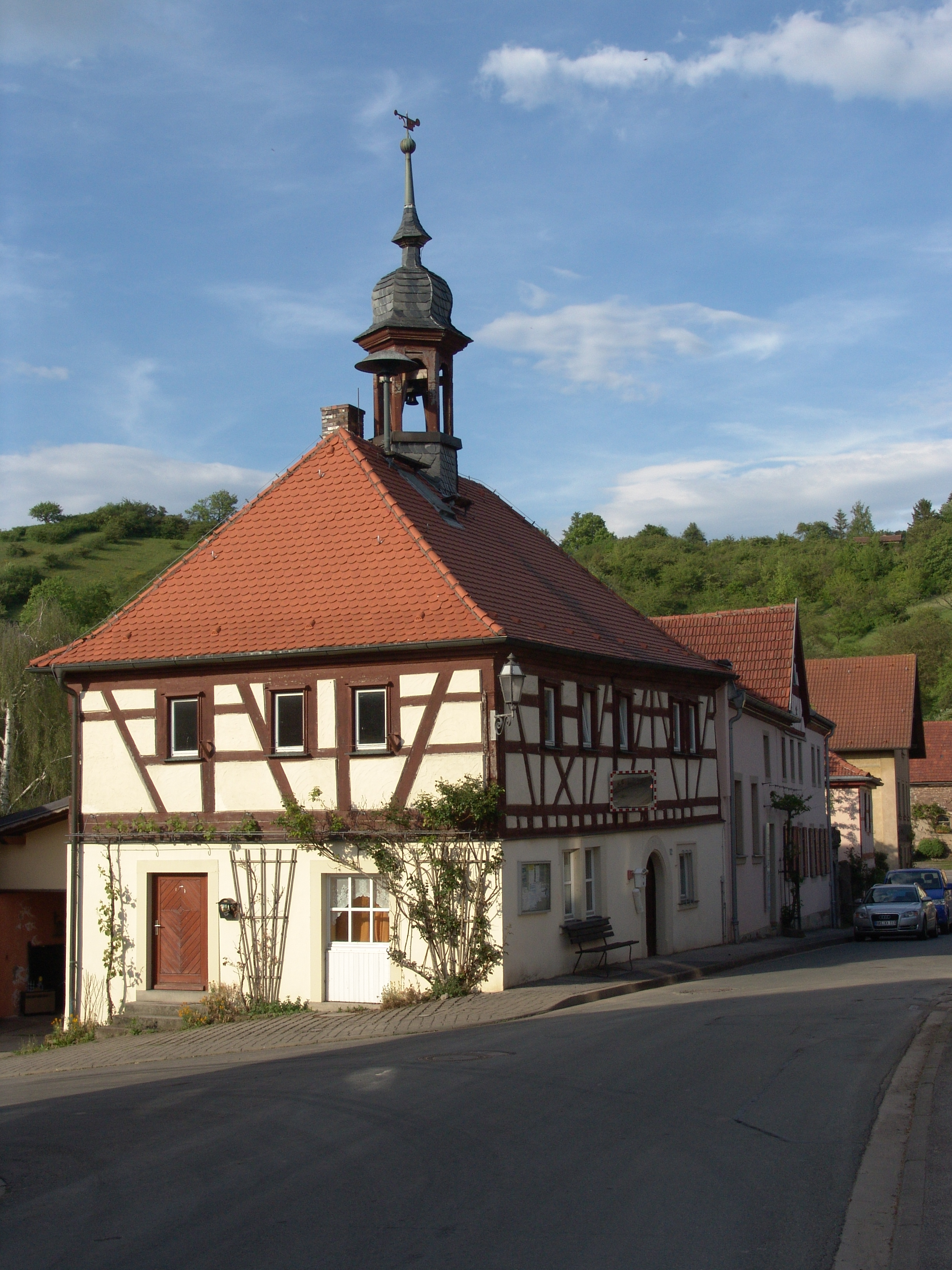
Ehemaliges Rathaus in Eschenau

Das Rathaus in Eschenau, einem Ortsteil der Gemeinde Knetzgau im unterfränkischen Landkreis Haßberge in Bayern, wurde 1706 errichtet. Das ehemalige Rathaus an der Gangolfsbergstraße 12 ist ein geschütztes Baudenkmal.
Der zweigeschossige Walmdachbau mit Fachwerkobergeschoss besitzt einen Dachreiter mit Glocke, der von einem Dachknauf mit Wetterfahne bekrönt wird.